# Klaus Gärtner (Handballtrainer)
Klaus Gärtner (* 16. Juni 1975 in Heidelberg) ist ein deutscher Handballtrainer.

## Karriere
Gärtner wechselte im Jahr 2004 von der SG Leutershausen zur SG Flensburg-Handewitt. Zwischen 2005 und 2012 war er als Jugendkoordinator bei der SG Flensburg-Handewitt tätig. In der Zeit bei der SG trainierte er die 2. Herrenmannschaft, die C-Jugend und die B-Jugend. Unter seiner Leitung gewann die B-Jugend 2009 die deutsche Meisterschaft und die 2. Herrenmannschaft stieg 2012 in die 3. Liga auf. Ab 2012 übte er bei der SG Kronau/Östringen das Amt als Jugendkoordinator aus und trainierte zusätzlich die 2. Herrenmannschaft, die in der 3. Liga spielte. Zwei Jahre später war Gärtner beim Nachfolgeverein Rhein-Neckar Löwen tätig, bei dem er als Co-Trainer der Herrenmannschaft sowie als Jugendtrainer fungierte. Im Sommer 2018 übernahm er den österreichischen Erstligisten Alpla HC Hard. Während seiner Tätigkeit gewann der HC Hard 2018 und 2019 den HLA-Supercup. Im Jahr 2020 kehrte Gärtner zu den Rhein-Neckar Löwen, wo er erneut das Co-Traineramt der Herrenmannschaft übernahm. In der Saison 2021/22 trainierte er die Bundesligamannschaft der Rhein-Neckar Löwen. Nachdem die „Löwen“ nach der Hinrunde nur auf Platz 11 standen, wurde Ljubomir Vranjes im Januar 2022 als neuer Cheftrainer verpflichtet, Gärtner verblieb aber im Trainerstab. Am Saisonende 2021/22 verließ er die Rhein-Neckar Löwen. Anschließend kehrte Gärtner zu Alpla HC Hard zurück und übernahm die U-16-Mannschaft, die unter seiner Leitung 2023 österreichischer Vizemeister wurde.